# Distinguished Gentleman's Ride
Il Distinguished Gentleman's Ride (DGR)  è un raduno per motociclisti che annualmente ha luogo il tutto il mondo contemporaneamente, tradizionalmente nell'ultima domenica di settembre (dal 2022 si tiene, sempre in contemporanea mondiale, la penutlima domenica di maggio).
Pur chiamandosi "Gentleman's Ride" è aperto a persone di ambo i sessi.
I partecipanti sono tenuti a vestirsi in modo classico elegante e comportarsi in modo consono al proprio abbigliamento.
 
I tipi di motociclette ammessi al DGR sono café racers, bobbers, classics, modern classics, flat trackers, scramblers, old school choppers, brat styled, classic scooters, classic mopeds e classic sidecars.
- Nel 2012 parteciparono 2.500 motociclisti in 64 città. Questo successo invogliò gli organizzatori a ripetere la manifestazione per l'anno successivo ed abbinarla con una raccolta fondi per beneficenza.
- Nel 2013 parteciparono oltre 11.000 motociclisti in 145 città. Vennero raccolti oltre 277.000 US$ per la ricerca sul cancro alla prostata.
- Nel 2014 parteciparono 20.000 motociclisti in oltre 250 città di 56 Nazioni. Vennero raccolti quasi 1,5 milioni di US$.
- Nel 2015 parteciparono 37.000 motociclisti in oltre 400 città di 79 Nazioni. Vennero raccolti oltre 2,3 milioni di US$.
- Nel 2016 parteciparono 57.000 motociclisti in oltre 505 città di 79 Nazioni. Vennero raccolti oltre 3,6 milioni di US$.
- Nel 2017 parteciparono 90.000 motociclisti in 581 città di 95 Nazioni. Vennero raccolti oltre 4,5 milioni di US$.
- Nel 2018, hanno preso parte al DGR oltre 115.000 motociclisti, in 648 città di 101 Paesi. La raccolta fondi è stata di 6,3 milioni di Dollari.

L'obiettivo è migliorare l'immagine dei motociclisti e (dal 2013) raccogliere fondi per la ricerca sul cancro alla prostata.
Dal 2017, inoltre, una parte dei ricavati va alla prevenzione dei suicidi.

Il DGR è stato iniziato nel 2012 da Mark Hawwa di Sydney, che prese l'ispirazione da una foto ritraente Don Draper (il protagonista della serie TV Mad Men interpretato da Jon Hamm), il quale cavalcava una motocicletta Matchless G3LS del 1957 indossando un elegante abito.